# Poczta Główna w Bytomiu
Poczta Główna w Bytomiu – murowany budynek poczty z 1908 roku, w Bytomiu, wpisany wraz z pobliską składnicą do rejestru zabytków nieruchomych województwa śląskiego .

## Historia
Gmach pocztowy przy ulicy Piekarskiej projektu Ewalda von Rechenberga (niesłusznie autorsto bywa przypisywane Ottonowi Peinowi) wzniesiono w 1908 roku. Zastąpił on zlikwidowaną pocztę na rogu ulicy Dworcowej i Bulwaru. W latach 50. XX wieku budynek został przebudowany, zniszczono wówczas w dużej mierze oryginalny wystrój gmachu, pozostawiono elementy klatki schodowej oraz masywne drzwi. Właścicielem budynku była Telekomunikacja Polska. Poczta oraz kabiny telefoniczne do rozmów międzymiastowych i międzynarodowych znajdowały się na parterze, ponadto w budynku była centrala telefoniczna (została zlikwidowana i zastąpiona jednostką przy ul. Szymały), sklep telefoniczny i biura. 8 stycznia 2014 roku tamtejszy urząd pocztowy przeniósł się na parter galerii handlowej Agora Bytom i od tego czasu budynek pozostaje nieużytkowany. W 2014 roku Orange Polska sprzedała gmach, nowy właściciel w tymże roku podjął się remontu budynku, w tym czyszczenia elewacji.

## Architektura
Elewacja frontowa została wykonana z cegły klinkierowej i piaskowca. Elewacje pokrywają płaskorzeźby przedstawiające historię rozwoju poczty, m.in. pocztę konną oraz karetki pocztowe. Ponadto budynek zdobią liczne rzeźby zwierząt, fantastycznych stworów oraz głowy ludzkie. We wnętrzach częściowo zachowały się oryginalne sztukaterie oraz stolarka. Powstał w stylu neorenesansu północnego, nawiązuje swoją architekturą do renesansu francuskiego.

## Galeria

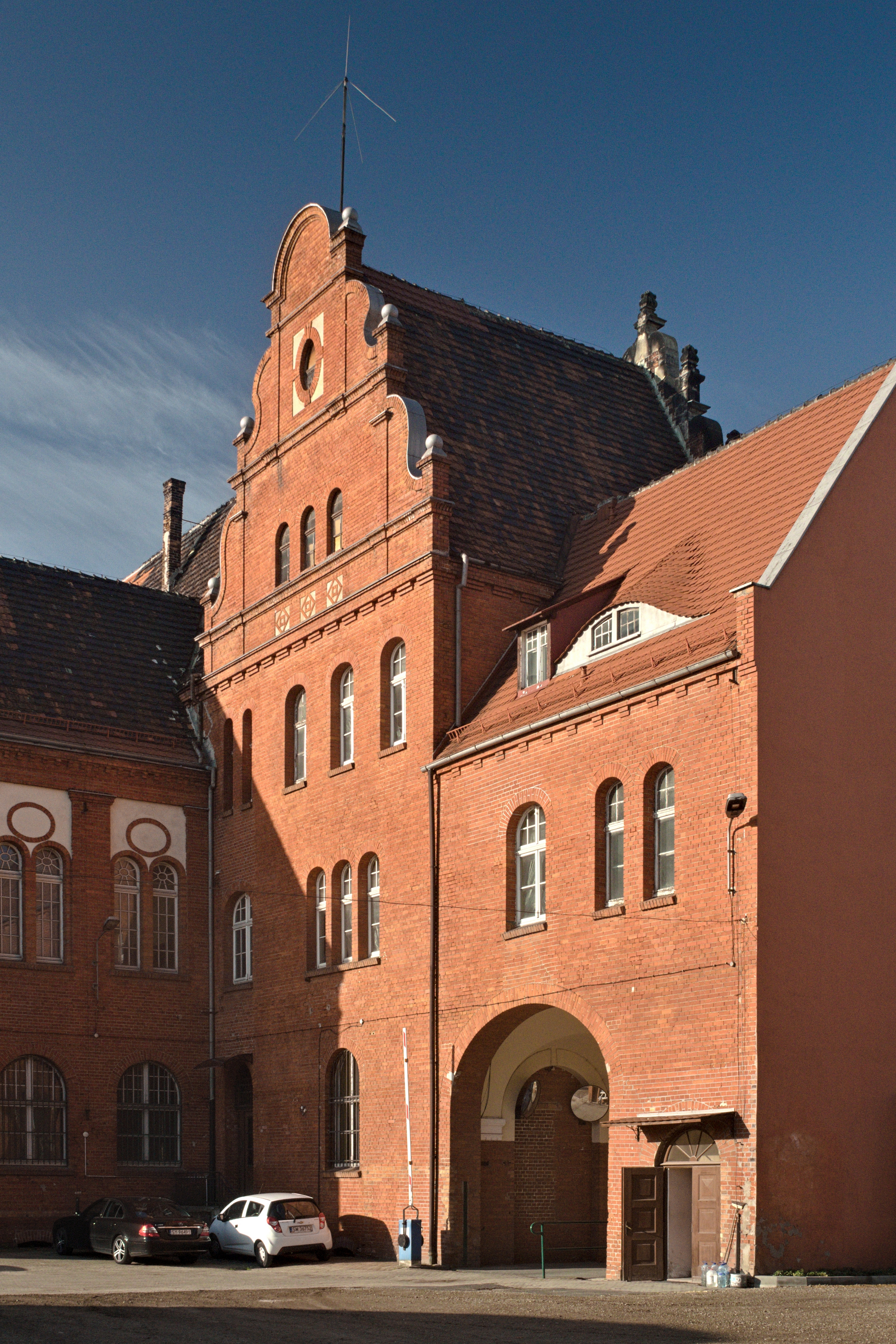
Elewacja poczty od strony podwórza (2019)
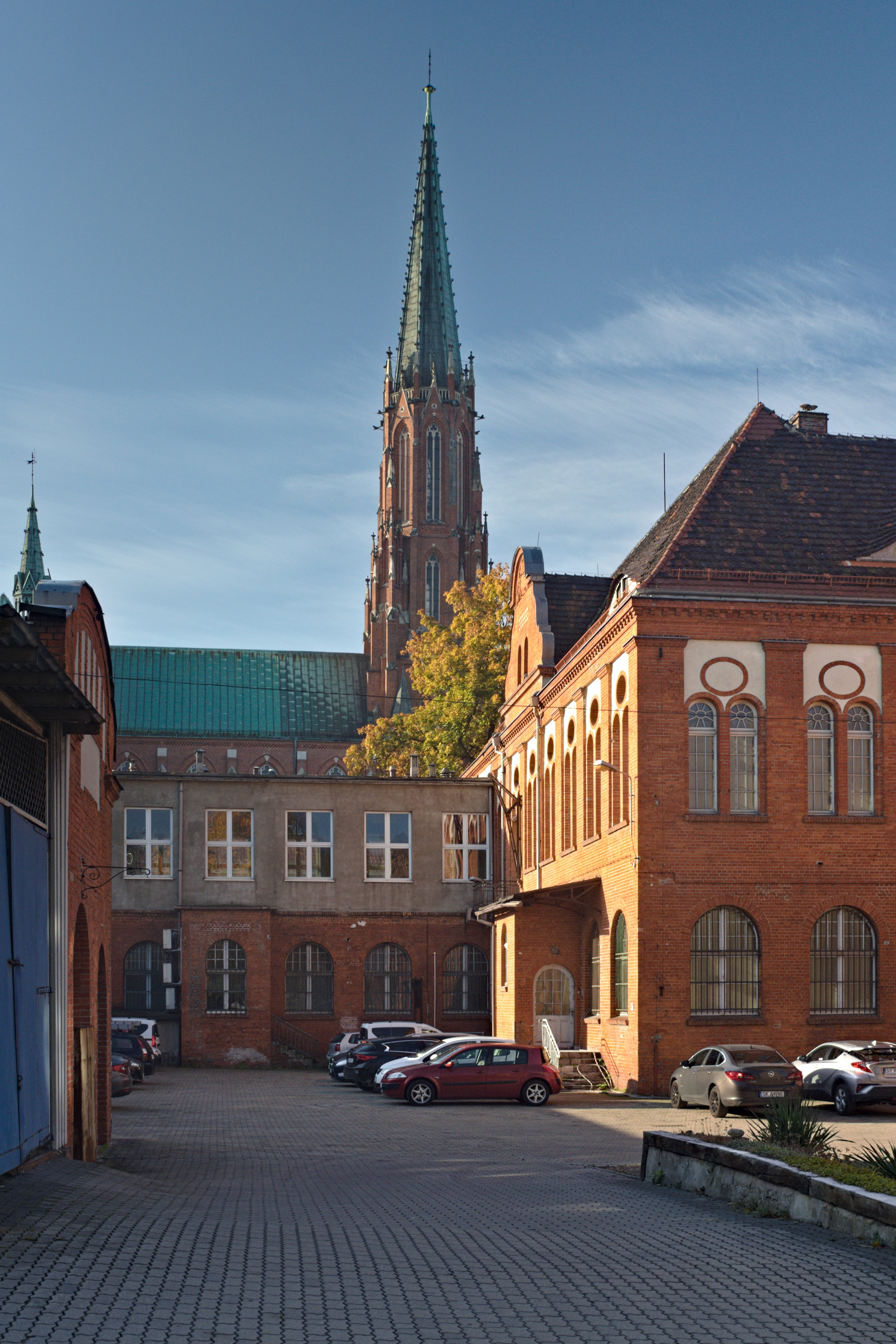
Zabudowania od podwórza (2019)
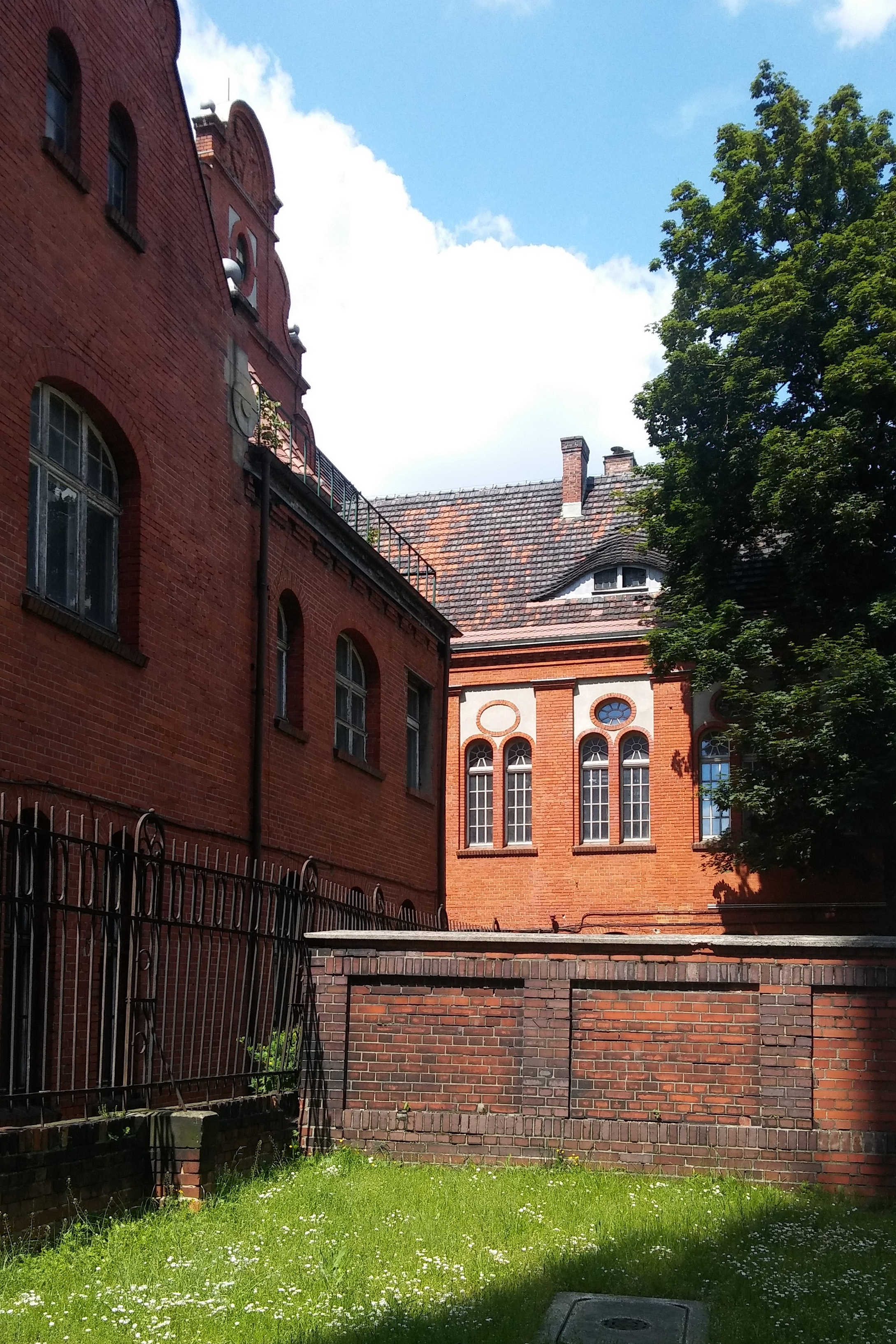
Fragment ogrodzenia (2019)
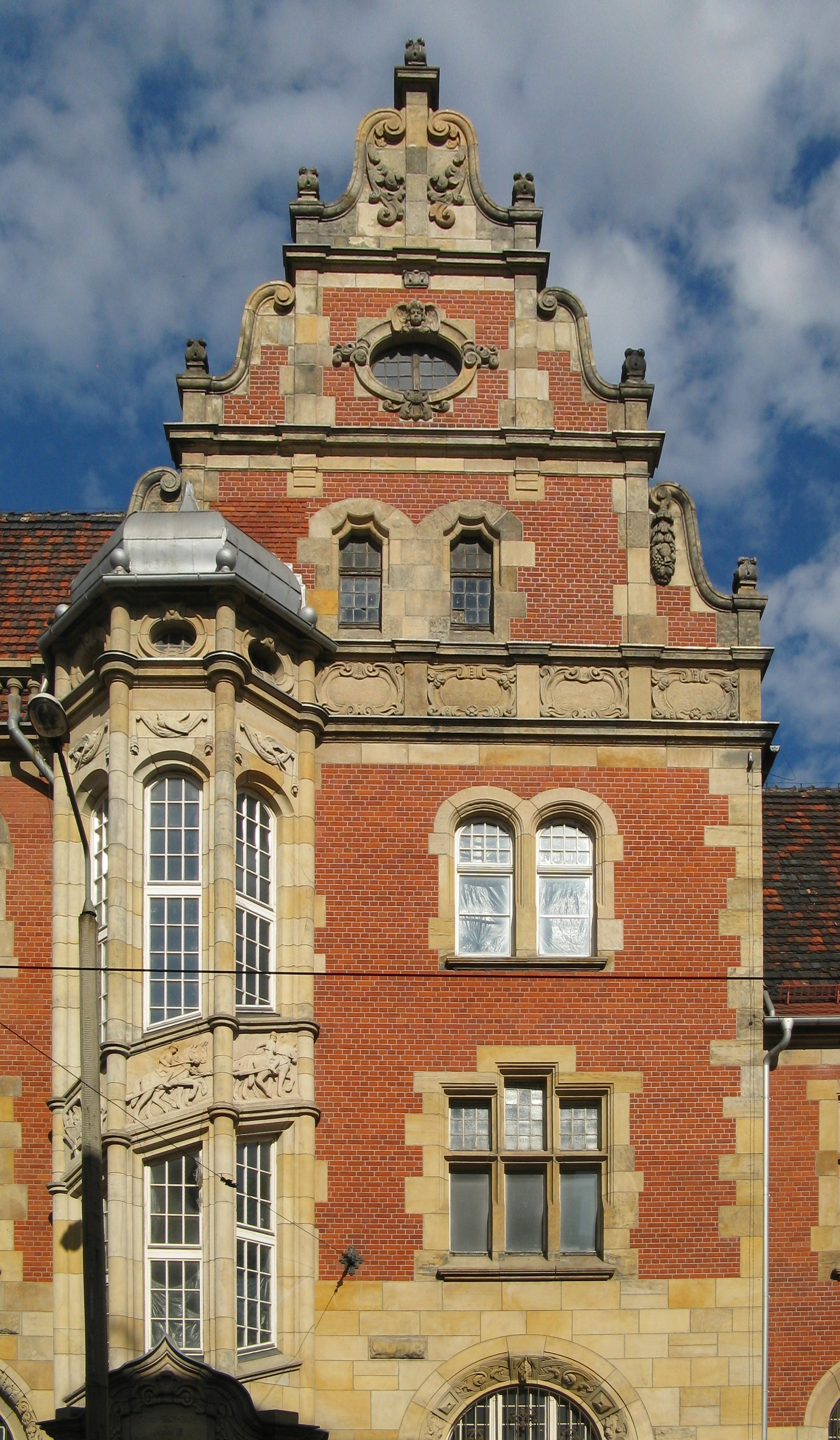
Fragment fasady ze szczytem (2018)
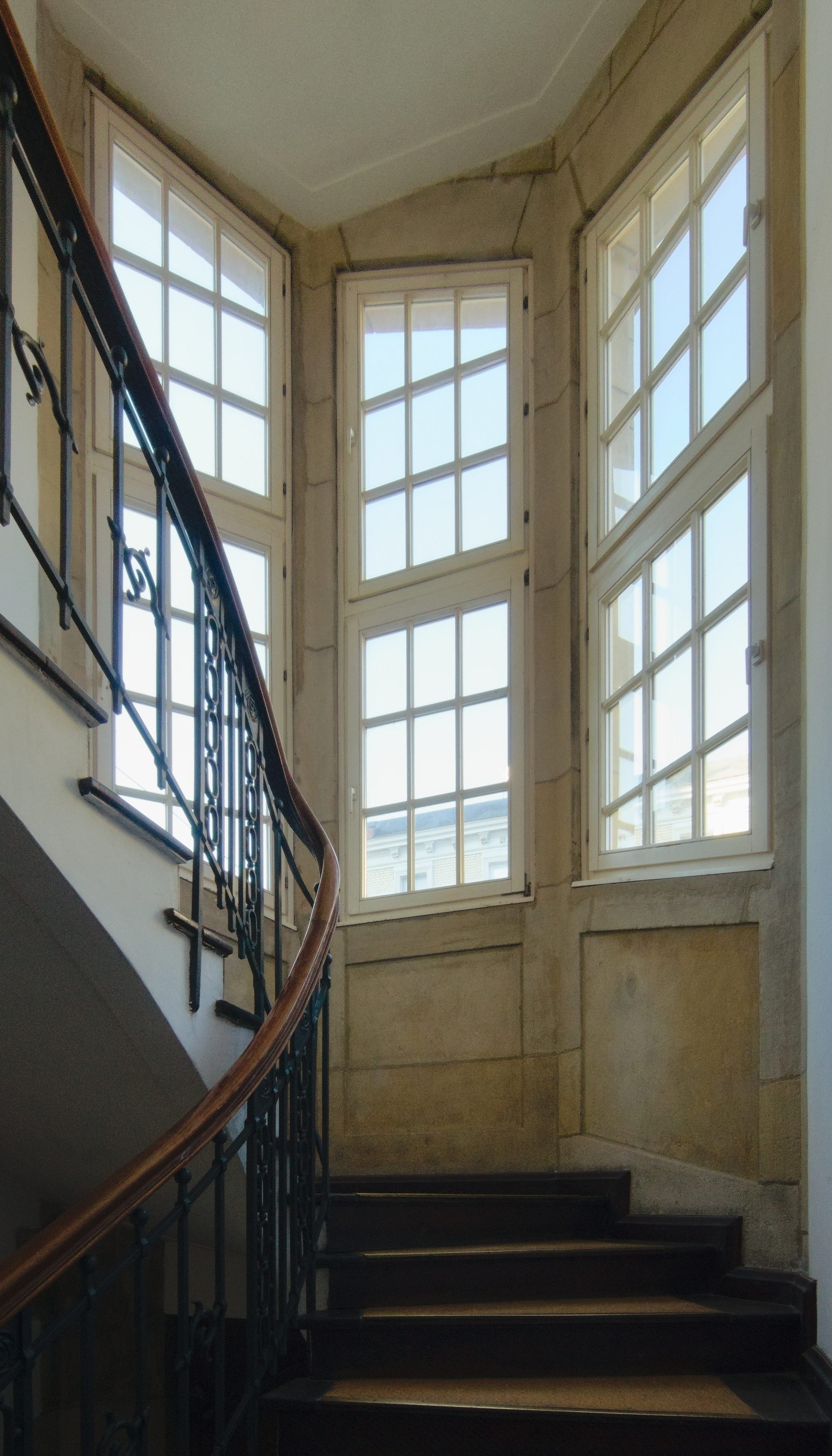
Klatka schodowa (2022)
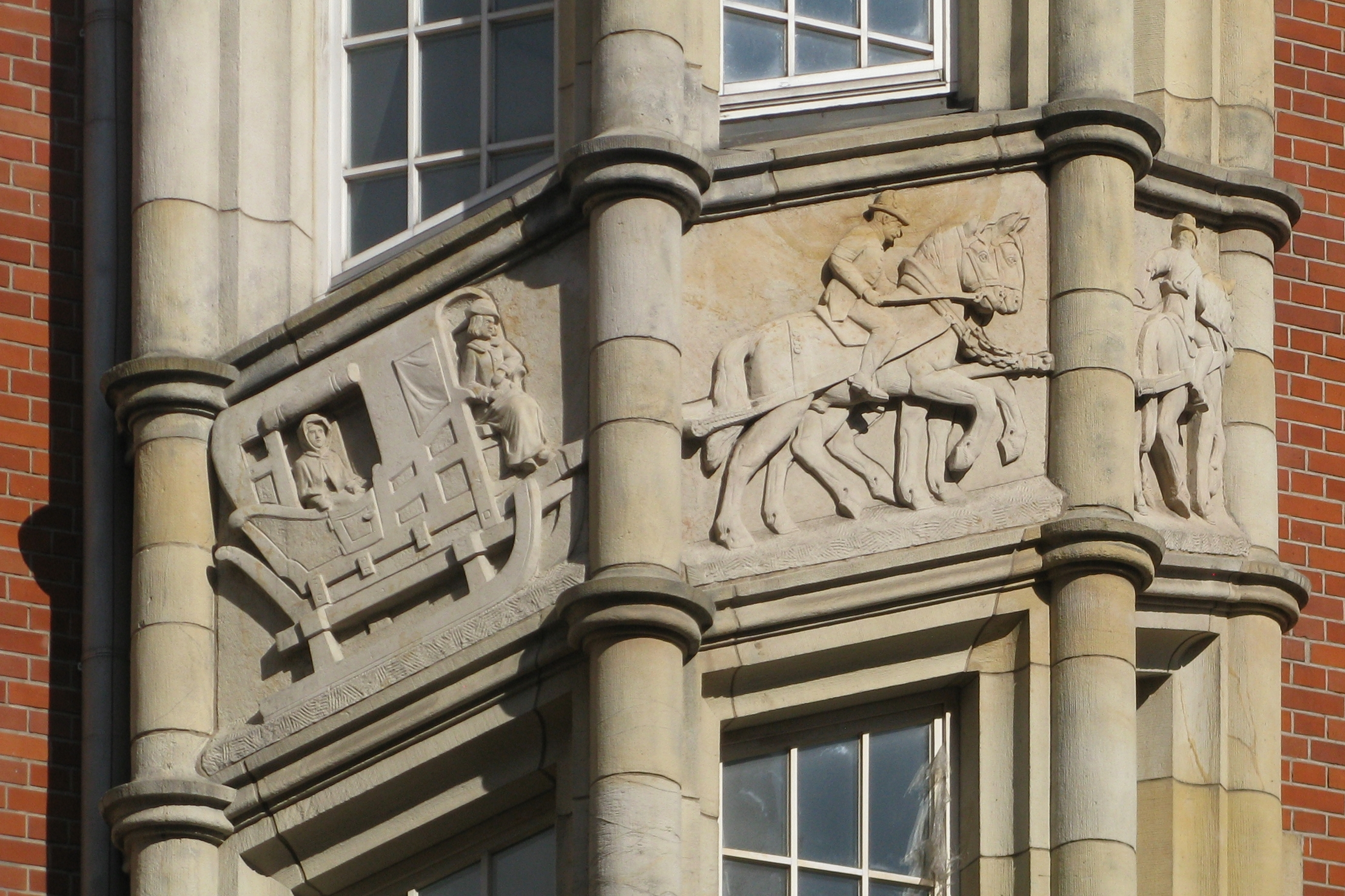
Płaskorzeźby na elewacji (2018)
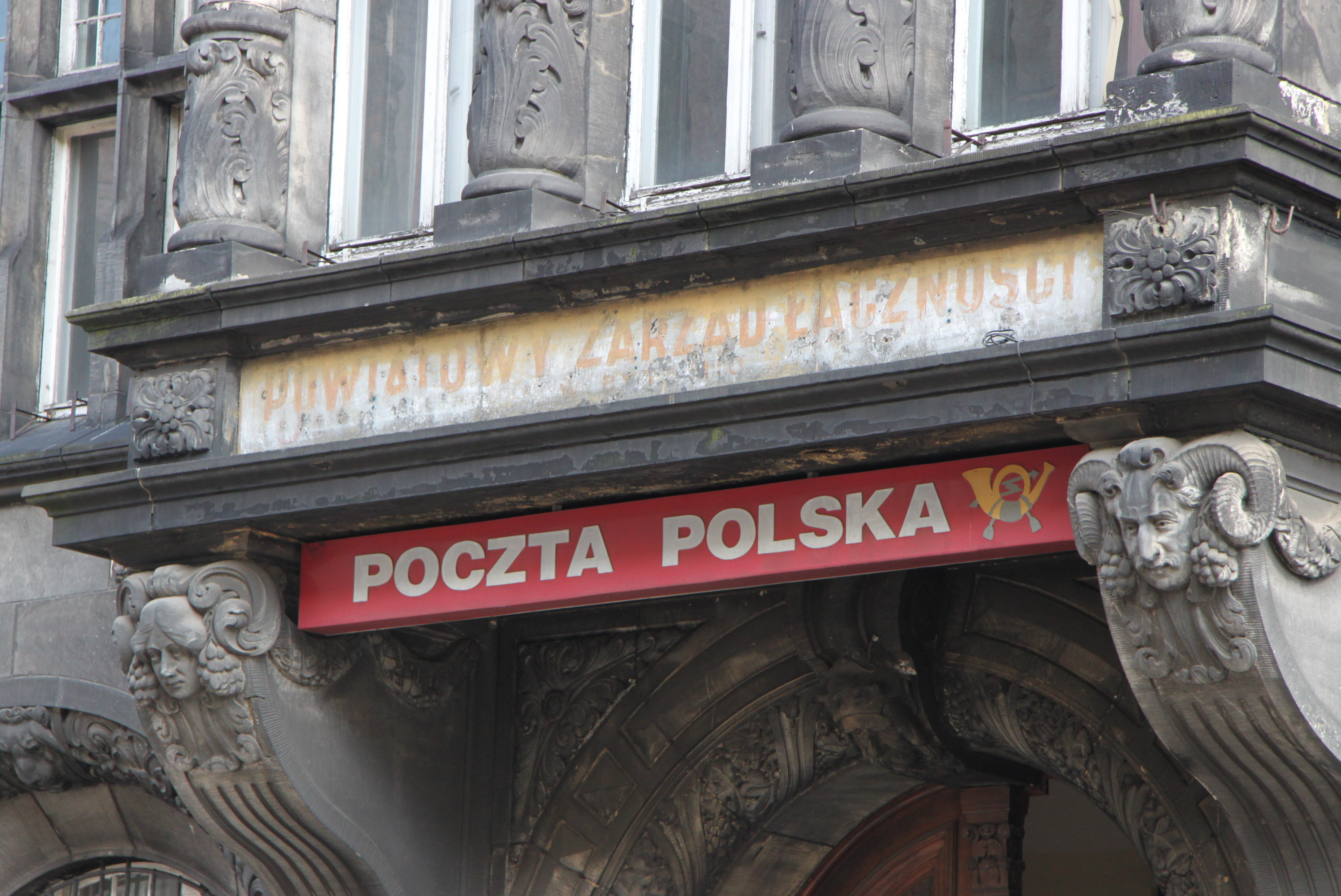
Szyld Poczty Polskiej, nad nim napis: POWIATOWY ZARZĄD ŁĄCZNOŚCI (2013)
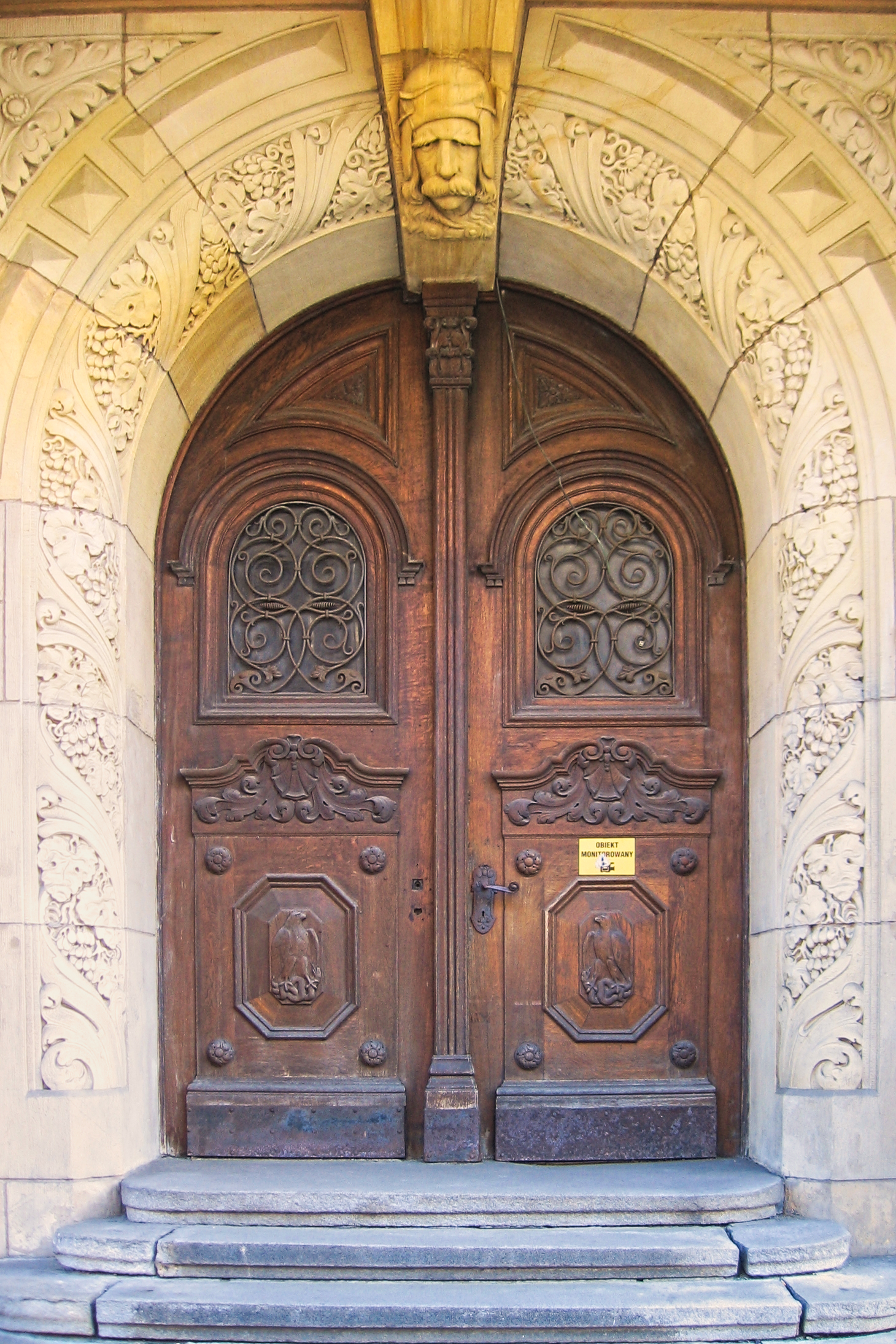
Główne drzwi od ul. Piekarskiej (2018)